# Unión Noreñense Independiente
La Unión Noreñense Independiente (UNI) fue un partido independiente localista de Noreña, Asturias, fundado por Aurelio Quirós Argüelles para presentarse a las elecciones municipales de 2003 y que tuvo actividad hasta 2007, años en los que estuvo gobernando el concejo.

## Historia
Aurelio Quirós, que fue alcalde de Noreña durante más de 20 años, ya había sido candidato anteriormente de CDS en 1983, 1987 y 1991, Centristas Asturianos en 1995 y URAS en 1999. En las de 1979 se presentó tercero en la lista de Unión de Centro Democrático (UCD) que encabezaba Rafael Junquera García, saliendo escogido concejal. Después de gobernar con mayoría absoluta como URAS, Quirós funda un partido noreñés para presentarse a las elecciones de 2003.
UNI gana las elecciones municipales, alcanzando cuatro concejales, PSOE y PP quedan con tres concejales cada uno e IU alcanza un representante. Aurelio Quirós se convierte en alcalde y gobierna junto al PP.
Con la retirada de Aurelio Quirós a la mitad de su mandato, en 2005, César Movilla Anta se convierte en la cabeza de UNI y Miguel Ángel Fuente Calleja del PP se convierte en alcalde en funciones. En este momento, la UNI pacta con el PSOE y César Movilla se convierte en alcalde, gobernando Noreña el bipartito UNI-PSOE hasta la final de legislatura.
La Unión Noreñense Independiente desaparece en la siguiente cita electoral de 2007 y algunos de los concejales de la formación se integran en otras listas electorales. Cesar Movilla, se convierte en el candidato del PSOE, también en las listas de este partido se presenta María Belén Junquera Bobas, por su parte Daniel González Rajó encabezará la lista de URAS en las que ya había sido de número siete en 1999 cuando la encabezó Quirós y en la que también se encontraban Movilla y Junquera.